# Évecquemont
Évecquemont là một xã thuộc tỉnh Yvelines, trong vùng Île-de-France, Pháp, à 15 km về phía đông của Mantes-la-Jolie và 40 km về phía tây của Paris.
Các xã giáp ranh: Menucourt về phía đông bắc, Vaux-sur-Seine về phía đông et về phía nam, Meulan về phía tây nam, Tessancourt-sur-Aubette về phía tây bắc và Condécourt về phía bắc.

## Hành chính
| Nhiệm kỳ                         | Thị trưởng           | Ghi chú |
| -------------------------------- | -------------------- | ------- |
| 2008-                            | Ghislaine Senée      |         |
| 2001-2008                        | Pierre-Jean Ledanois |         |
| 1995-2001                        | Jean Burgevin        |         |
| 1989-1995                        | Paul Quentric        |         |
| 1983-1989                        | Jean Burgevin        |         |
| 1977-1983                        | Pierre-Jean Ledanois |         |
| 1971-1977                        | André Hermet         |         |
| 1965-1971                        | Jean Roux - Delimal  |         |
| Số liệu trước năm 1971 không rõ. |                      |         |